# Thèze (Pyrénées-Atlantiques)
Thèze település Franciaországban, Pyrénées-Atlantiques megyében. Lakosainak száma 890 fő (2022. január 1.). Thèze Argelos, Auga, Auriac, Garlède-Mondebat, Lalonquette, Lème, Miossens-Lanusse és Viven községekkel határos.

## Népesség
A település népessége az elmúlt években az alábbi módon változott:
| Lakosok száma | 826  | 810  | 839  | 836  | 849  | 858  | 872  | 881  | 890  |
|               | 2013 | 2015 | 2016 | 2017 | 2018 | 2019 | 2020 | 2021 | 2022 |